# Roosevelt Bouie
Roosevelt Bouie jr. (Kendall, 21 gennaio 1958) è un ex cestista statunitense, professionista in Italia, Spagna e Svizzera.

## Carriera
Centro di 211 cm, ha giocato in Serie A con Pesaro, Reggio Emilia, Cantù e Marsala.
Ha disputato il campionato NCAA con i quattro anni presso la Syracuse University.
È stato selezionato dai Dallas Mavericks al secondo giro del Draft NBA 1980 (34ª scelta assoluta).

## Palmarès
- Coppa Korać: 1

Pall. Cantù: 1990-91
- Promozione in Serie A1: 2

Pall. Reggiana: 1983-84, 1987-88